# Jelena Gorochova
Jelena Gorochova (ryska: Елена Константиновна Горохова), född 19 februari 1933 i Leningrad, Ryssland, död 15 januari 2014 i Sankt Petersburg, var en rysk målare som bodde och arbetade i Sankt Petersburg. Hon anses vara en av företrädare för Leningradskolan inom ryskt måleri.

## Biografi
Gorochova tog 1951 examen vid Leningrads konstskola och började därefter studera målning vid Institutet för måleri, skulptur och arkitektur i Leningrad, uppkallat efter Ilja Repin. Hon studerade där under Vladimir Gorb och Semion Abugov. År 1957 tog hon examen i Josif Serebrjanyjs personliga ateljé genom ett examensarbete med en målning kallad En väckarklocka.
Gorochova deltog i utställningar sedan 1958. Hon var en genremålare med dekorativa kompositioner, landskap och stilleben. Hon arbetade i tekniker som oljemålning, temperamålning, och akvarell och var medlem i Sankt Petersburgs konstnärsförening sedan 1960 (före 1992 var den Leningradgrenen av Rysslands konstnärsförbund).

## Måleri
Teman och karaktärer i Gorochovas verk var ofta inspirerade av motiv från folklorescener, ryska folksagor och legender. Hennes bilder är fyllda med allegorier och symbolik. Hon föredrog dekorativt måleri med en tydlig silhuett, lokal färg, symbolisk komposition, samtidigt som teckningen spelade en strukturell roll. Färgen är dekorativ och platt, ofta med en dominans av häftiga gröna och blå toner, som genomsyrar och förenar naturskön textur och förstärker en fantastiskt, ibland mystisk ton hos målningen.

## Representation
Bland Gorochovas främsta konstverk märks följande tavlor: Flickvänner (1958), Rimfrost och Farväl (båda 1960), Kvinnlig brödsäljare (1961), Vinter i Pereslavl-Zalessky (1961), Stilleben (1965), Linda (1973), För vattnet (1975), Morgonen efter ett snöfall, Ballerina, Räv (alla 1975), Vit häst och Eldfågelfjäder (båda 1979), Debut  (1980), Ugn (1988) och andra.
Målningar av Gorochova finns i konstmuseer och privata samlingar i Ryssland, Frankrike, Tyskland, USA, Storbritannien och andra länder.